# Кульбака, Нина Ивановна
Нина Ивановна Кульбака (род. 25 мая 1946, Акмолинск) — российский политический деятель, депутат Государственной думы второго созыва.

## Биография
Окончила Липецкий государственный педагогический институт по специальности «учитель русского языка и литературы».
Перед избранием в Государственную Думу Федерального Собрания Российской Федерации второго созыва была председателем постоянной комиссии Воронежского муниципального совета по вопросам местного самоуправления и связи со средствами массовой информации. Секретарь Воронежского областного комитета Коммунистической партии Российской Федерации.